# Le Coudray
Le Coudray ist eine französische Gemeinde mit 4.063 Einwohnern (Stand: 1. Januar 2022) im Département Eure-et-Loir in der Region Centre-Val de Loire. Sie gehört zum Arrondissement Chartres und zum Kanton Chartres-2.

## Geographie
Le Coudray liegt am westlichen Ufer der Eure, einem Nebenfluss der Seine. Umgeben wird Le Coudray von den Nachbargemeinden Chartres im Norden, Gellainville im Osten und Südosten, Morancez im Süden, Barjouville im Südwesten sowie Luisant im Westen.
Durch die Gemeinde führen die Autoroute A11 und die Route nationale 123.

## Bevölkerungsentwicklung
| 1962 | 1968 | 1975 | 1982 | 1990 | 1999 | 2006 | 2018 |
| ---- | ---- | ---- | ---- | ---- | ---- | ---- | ---- |
| 836  | 931  | 1251 | 1441 | 2022 | 2884 | 3652 | 4131 |

## Sehenswürdigkeiten
- Kirche Saint-Julien, frühere Kapelle Saint-Thibaut-des-Vignes, ursprünglich aus dem 12. Jahrhundert, Umbauten und Glockenturm aus dem 16. Jahrhundert
- Die Europäische Begegnungsstätte Franz Stock – Séminaire des Barbelés in der Rue des Bellangeres – mit Kapelle des früheren sog. Stacheldrahtseminars (französisches Kriegsgefangenenlager der Priester und Seminaristen), Monument historique.[1]

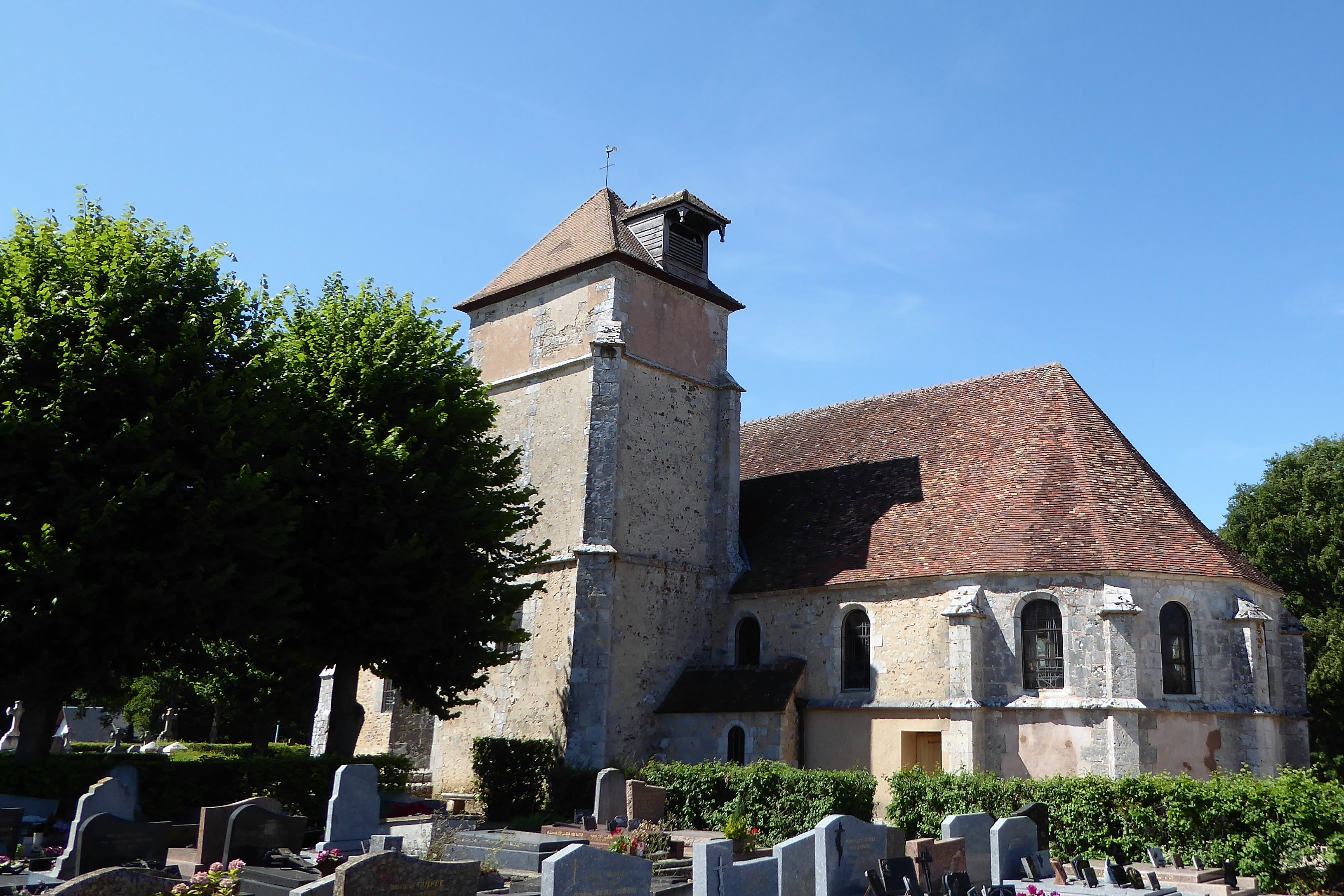
Kirche Saint-Julien
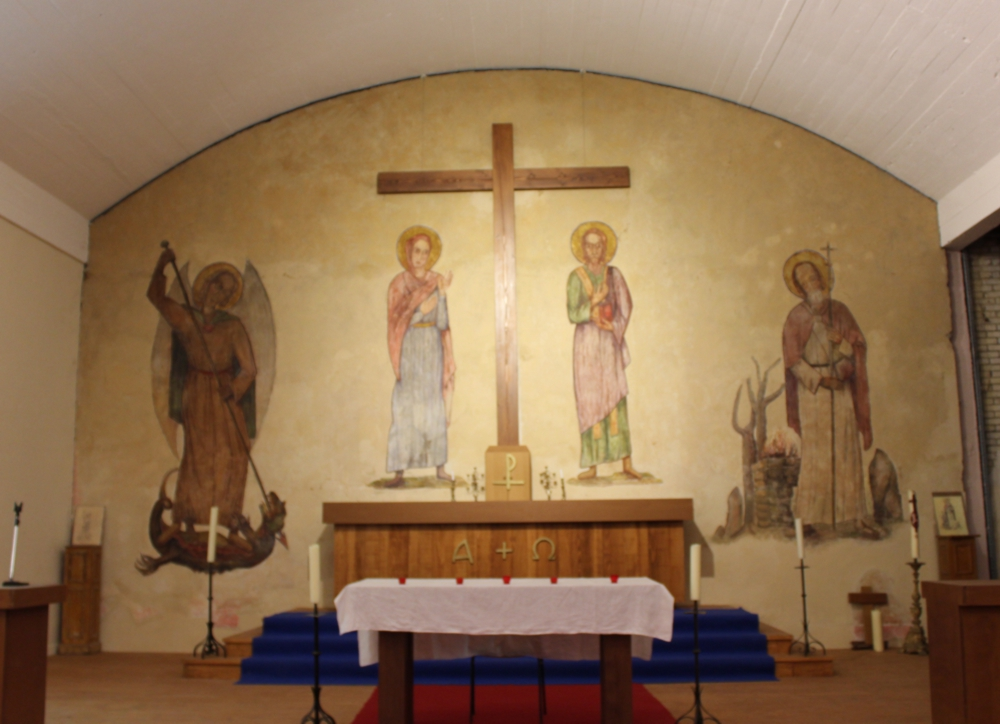
Lagerkapelle des "Stacheldrahtseminars"